# Stoltezza (Giotto)
La Stoltezza (Stultitia) è un affresco (120x55 cm) di Giotto, databile al 1306 circa e facente parte del ciclo della Cappella degli Scrovegni a Padova. 

## Storia
Le serie delle Virtù (parete destra) e dei Vizi (parete sinistra) decorano la fascia inferiore delle pareti, situate in corrispondenza delle fasce ornamentali a sinistra e in posizione sfasata rispetto alle scene figurate a destra, per via della presenza delle finestre. Precise rispondenze collegano le scene opposte nelle pareti e in generale simboleggiano, per chi entra nella cappella, il percorso nella vita reale verso le beatitudine, aiutati dalle Virtù contro i pericoli dei vizi.
La critica ottocentesca (ripresa poi da Gnudi) relegò un po' superficialmente queste raffigurazioni a monocromo tra i lavori eseguiti dalla bottega, mentre la critica successiva (da Marangoni in poi, 1942) ha riconosciuto un contributo più sostanziale del maestro, arrivando a stabilire una quasi sicura autografia per le migliori del ciclo. In ogni caso si tratta di lavori di notevole qualità, come dimostra la fine cura del dettaglio. Roberto Salvini ne lodò l'immediatezza  e la riflessione psicologica che anima le figure e la loro scelta. 
Ogni raffigurazione ha il nome in latino in alto e in basso conteneva una dicitura esplicativa (sempre in latino), per lo più illeggibile.
La scelta di rappresentare figure a monocromo tra specchiature marmoree, come finti bassorilievi, ebbe una formidabile eco nell'arte, che si propagò ancora nel Rinascimento, dagli sportelli esterni dei polittici fiamminghi alle Stanze di Raffaello, dalla Camera della Badessa di Correggio alle finte statue della Galleria Farnese.

## Descrizione e stile
La Stoltezza, che venne scialbata e riscoperta solo nel 1881, mostra una figura maschile di profilo. Essa ha i fianchi larghi ed è addobbata da giullare, col capo ricoperto di piume, un gonnellino con strascico, una treccia in vita a cui sono appese due sfere. Ha una grossa clava in mano che chiarisce il tipo del "selvatico" cioè l'uomo bestiale come san Paolo descrisse gli infedeli in contrasto coi gentili.
Sull'altro lato è accoppiata con la Prudenza, virtù di chi invece pondera attentamente le sue scelte.